# Зоряна карта
«Зоряна карта» — сатирична драма режисера Девіда Кроненберга, що вийшла у 2014 році. Головні ролі у фільмі зіграли Джуліана Мур, Міа Васиковська, Джон К'юсак, Роберт Паттінсон, Олівія Вільямс та Еван Берд. Сценарій написав Брюс Вагнер, відомий за культовим фантастичним серіалом «Дикі пальми».
Фільм підіймає теми жорстокого життя у Голлівуді, капіталізму, а також слави і способів, якими вона досягається. Прем'єра стрічки відбулася на 67-му Каннському кінофестивалі, де Джуліана Мур отримала приз за найкращу жіночу роль. Також стрічка отримала номінації на «Золотий глобус» та Canadian Screen Award. Пізніше фільм вийшов у прокат в усьому світі, в тому числі і в Україні.
 Попри успіх серед критиків, стрічка стала комерційним провалом і не змогла навіть окупити бюджет.

## Зміст
Місце дії — два голлівудських будинки. В одному мешкає немолода акторка, яка сподівається зіграти роль своєї мертвої матері — легенди чорно-білого кіно. В іншій резиденції живе сім'я успішного психотерапевта — він, його дружна та син. Життя персонажів перевертається, коли вони зустрічають нікому не відому дівчину з Флориди, яка в інтернеті знайомиться з Керрі Фішер і сподівається з її допомогою підкорити Лос-Анджелес.

## Ролі
- Джуліанна Мур в ролі Гавани Сегранд
- Роберт Паттінсон в ролі Джерома Фонтана
- Джон К'юсак в ролі Стаффорда Вайса
- Міа Васіковська в ролі Агати Вайс
- Олівія Вільямс в ролі Крістіни Вайс
- Сара Гадон в ролі Кларіс Таггарт
- Івен Берд в ролі Бенджі Вайс
- Керрі Фішер (камео)

## Створення та реліз фільму
Девід Кроненберг познайомився зі сценаристом Брюсом Вагнером на початку 90-х. Разом вони працювали над серіалом «Фаєрвол» про боротьбу корпорацій Microsoft та Apple. Однак, проєкт так і не побачив світ. Пізніше Кроненберг та Вагнер почали розробляти стрічку «Зоряна карта». Робота над фільмом тривала десять років. Вперше режисер анонсував «Зоряну карту» у 2012 році. Тоді Кроненберг зазначив, що запросив зіграти у новому фільмі Роберта Паттінсона, і додав, що стрічка буде «екстремальною, агресивною і сатиричною». Також на ролі у фільмі розглядалися Вігго Мортенсен і Рейчел Вайс, але пізніше актори вибули з проєкту. Їх замінили Джон К'юсак і Джуліана Мур.
Знімання фільму почали у 2013 році. «Зоряна карта» — перший фільм Кроненберга, який він знімав на території США. Також знімання відбувалося в Канаді. З цього приводу Кроненберг відзначив: «Ми знімали влітку і нас врятували пальмові дерева. У Торонто є місця, які дивним чином схожі на Лос-Анджелес. Там дуже сучасні будинки і архітектура». Крім того, фільм знімався у багатьох відомих локаціях, зокрема, Родео-драйв, Голлівудській Алеї Слави та Голлівудському бульварі.Бюджет фільму склав 13 мільйонів доларів. Кроненберг пояснив: «Одна з причин, чому я знімаю незалежні фільми, — це свобода творчості. Студія не втручається в процес. Насправді незалежні фільми — як Франкенштейн: отримуєш шматки з усього світу, зшиваєш їх та сподіваєшся, що в результаті вийде живий організм».
Перший трейлер фільму вийшов у 2014 році. Журналісти відзначили, що з першого погляду «Зоряна карта» здається «типовим прикладом пізнього Кроненберга» і додали, що стрічка є «однією з найважливіших у 2014 році». Фільм увійшов до основної програми у Каннах, а також його показали на кінофестивалях у Торонто, Нью-Йорку, Токіо і Стокгольмі. «Зоряна карта» отримала рейтинг R — дітям до 17 років рекомендовано дивитися стрічку у присутності батьків.

## Критика
Фільм отримав змішані відгуки іноземних критиків. На агрегаторі Rotten Tomatoes на основі 141 рецензії стрічка отримала 61 бал зі 100. У висновку автори сайту зазначили: «Не дивлячись на хитромудру лінію оповідання і змішану тональність, „Зоряна карта“ сповнена злободенного драматизму і потішить тих фанатів Девіда Кроненберга, які жадають чергової дози крижаної кислоти».
Оглядач видання Time Out відзначив «дику атмосферу фільму, від якої нормальна людина буде бігти якомога швидше». У The Daily Telegraph стрічку назвали «божевільним голлівудським кошмаром» і додали: «Зоряна карта» — це фільм, про який ви хочете забути. Потім знову побачити — і знову забути". Сайт Indiwire відзначив гру акторів: «Джон К'юсака грає тут свою найкращу роль за останні десять років, а Джуліана Мур уособлює всю трагічність марнославства». The Guardian похвалив трагічність фільму і додав: «Кожне обличчя тут — маска болю. Весь фільм — це клаустрофобія, кошмар та відчай». Також журналісти видання порівняли «Зоряну карту» із класичними фільмами «Бульва Сансет», «Китайський квартал» і «Долина ляльок». Втім, деякі оглядачі були налаштовані більш критично. Variety написав: «Ви будете сміятися, але деякі моменти, які мали б стати веселими, насправді виявляються нудними».
Також критики відзначили вірш Поля Елюара «Свобода», що є лейтмотивом фільму. Видання The Brooklyn Rail писало: «Мрійливі та сумні уривки вірша Поля Елюара з'являються у божевільній творчості Девіда Кроненберга. Ніби цей твір письменника-сюреаліста є одним з багатьох примарних видінь стрічки».
Українські критики оцінили фільм в цілому позитивно. Оглядачі газети «Вести» зазначили: «Ідея фільму тягне на комедію, але насправді „Зоряна карта“ — важка психологічна драма. Одна з тих, які Кроненберг блискуче знімає вже не перше десятиріччя». Веніамін Кінчук з порталу «Культура» написав: «Фасадна радість і безрозмірна посмішка, якими зірки блищать на червоній доріжці, — не більше ніж неприродна маска, під якою ховається набрякле від наркотиків та алкоголю справжнє обличчя лос-анджелеського кіношника». Журналісти видання «Рівність» зазначили: «Кроненберг свідомо маніпулює свідомістю публіки, направляючи глядача по помилковому сліду, починаючи свою картину як досить легковажну енциклопедію голлівудської моралі, а потім вносячи в неї мотиви нуара, містики і вбивчого гротеску».

## Відзнаки
Canadian Screen Awards
- Найкращий актор другого плану (Джон К'юсак)
- Найкращий саундтрек (Ховард Шор)

Каннський кінофестиваль
- Найкраща акторка (Джуліана Мур)
- Найкращий саундтрек (Ховард Шор)

International Cinephile Society Awards
- Найкраща акторка другого плану (Джуліана Мур)

Sitges Film Festival
- Найкраща акторка (Джуліана Мур)